# Raorchestes sanctisilvaticus
Raorchestes sanctisilvaticus — вид жаб родини веслоногих (Rhacophoridae).

## Поширення
Ендемік Індії. Вид відомий лише у типовому місцезнаходженні — околиць водоспаду Капільдхара поблизу міста Амаркантак у штаті Мадх'я-Прадеш.